# أيغويليس دي باولميس
أيغويليس دي باولميس (بالإنجليزية: Aiguilles de Baulmes) هو أحد جبال سلسلة جورا وجزء من القمة الأم لي سوشيت يقع في كانتون فود, سويسرا. يبلغ ارتفاع الجبل حوالي 1559 متر، بينما يبلغ ارتفاع نتوء الجبل 280 متر.